# Marnix (Schiff)
Die Marnix war ein niederländischer Zerstörer der britischen G-Klasse. Das Schiff wurde ursprünglich als Garland (Kennung: H37) für die Royal Navy gebaut und im Zweiten Weltkrieg eingesetzt. Zuvor hatten bereits 14 andere Schiffe den Namen Garland geführt, der der älteste in der Royal Navy verbürgte Schiffsname ist. 1940 wurde der Zerstörer unter Beibehaltung des Namens an die polnische Marine abgegeben, 1947 schließlich von der niederländischen Marine aufgekauft und in Marnix umbenannt.

## Geschichte des Schiffs
Als am 5. März 1934 die Aufträge für die neun Einheiten (acht Zerstörer und ein Flottillenführer) der G-Klasse erteilt wurden, wurden auch zwei Zerstörer bei Fairfield bestellt, wo schon zwei Zerstörer der D-Klasse entstanden waren. Die Kiellegung des ersten Schiffes mit der Baunummer 651 erfolgte auf der Werft in Govan am 22. August 1934. Vom Stapel lief die Garland am 24. Oktober 1935 und wurde dann am 3. März 1936 in Dienst gestellt. Der Zerstörer war das vierzehnte Schiff der Royal Navy mit diesem Namen, der als der älteste nachgewiesene Namen eines Schiffes der Royal Navy gilt. Zuletzt hatte ihn ein Zerstörer der Acasta-Klasse geführt, der von 1913 bis 1921 im Dienst der Navy war. Diese Garland war eine Sonderfertigung, deren Rumpf bei Cammell, Laird & Company entstand und für die der Turbinenlieferant Parsons der Auftragnehmer war.

### Einsatzgeschichte
Der neue Zerstörer wurde zunächst kurz bei der Home Fleet eingefahren, ehe er wie seine Schwesterschiffe zur „1. Destroyer Flotilla“ bei der britischen Mittelmeerflotte kam. Die Schiffe der G-Klasse ersetzten bei der in Alexandria stationierten Flottille 1936 Zerstörer der V- und W-Klasse, die zuvor auf der China Station eingesetzt waren. Wie die meisten Schiffe der Flottille wurde die Garland auch bei den sogenannten Neutralitätspatrouillen vor der südspanischen Küste zur Überwachung des spanischen Bürgerkriegs eingesetzt. Überholung des Schiffes fanden in den Jahren bis 1939 meist auf der Marinewerft in Sheerness statt.

### Erste Einsätze im Weltkrieg
Bei Kriegsbeginn traf die Garland in einer Division der Flottille gerade von einer Kontrollfahrt durch das Rote Meer bis nach Aden und zurück wieder in Alexandria ein. Ab dem 6. September wurde der Zerstörer wie die anderen Einheiten der Flottille zur Überwachung des Handelsverkehrs eingesetzt und suchte nach deutschen Handelsschiffen und für das Deutsche Reich bestimmte Ladungen (Konterbande). Britische Handelsschiffe wurden im östlichen Mittelmeer zu Geleitzügen zusammengefasst und begleitet. Bei der Sicherung eines Konvois nach Malta explodierten einige Wasserbomben auf dem Heck des Schiffe, das schwer beschädigt wurde, und zerstörten Teile der Maschinenanlage. Der Zerstörer wurde in das nähere Alexandria eingeschleppt, wo eine erste Notreparatur erfolgte. Am 10. Oktober begann dann die eigentliche Reparatur des Schiffs auf der Marinewerft in Malta. Die in Reparatur befindliche Garland verblieb so als einziges Schiff der Klasse im Mittelmeer, während die andere Einheiten in zwei Vierergruppen im Oktober 1939 nach Großbritannien verlegt wurden. Erst im April 1940 begannen die ersten Testfahrten des Zerstörers. Über die Abgabe des Zerstörers an die polnische Marine war schon eine Zeit verhandelt worden und er wurde dann am 3. Mai 1940, dem Jahrestag der polnische Verfassung von 1791, an diese Marine übergeben. Im Hinblick auf die besondere Tradition des Namens wurde beschlossen, von einer Umbenennung abzusehen.

### In polnischem Dienst
Ab Juni 1940 war der Zerstörer der 14. Zerstörerflottille in Alexandria zugeordnet. Er eskortierte mehrmals Geleitzüge, die Versorgungsgüter nach Malta brachten. Bei einem der Geleite wurde am 28. Juni 1940 der italienische Zerstörer Espero versenkt. Im September wurde die Garland bei einem italienischen Luftangriff durch einen Bombentreffer beschädigt. Im Laufe dieses Monats wurde der Zerstörer dann zur Home Fleet transferiert. Dort wurde er gemeinsam mit weiteren polnischen Zerstörern in der Nordsee und im Ärmelkanal sowie als Konvoieskorte im Nordatlantik, insbesondere auch für Truppentransporter, eingesetzt. Im September 1941 war das Schiff wieder im Mittelmeer als Eskorte für ein großes Malta-Geleit.
In der Folgezeit wurde die Garland zur Sicherung von Nordatlantik- und Nordmeergeleitzüge verwandt. Von besonderer Bedeutung war dabei der Einsatz im Zusammenhang mit dem Geleitzug PQ 16, bei dem der Zerstörer durch deutsche Luftangriffe erhebliche Verluste unter der Besatzung hinnehmen musste. Bei den laufend anstehenden Reparaturen kam es dann zu einer weiteren Reduzierung der Hauptartillerie, für die ein Hedgehog und zusätzliche Fla-Waffen eingebaut wurden.
Im Frühjahr 1944 lag der Einsatzschwerpunkt an der Westküste Afrikas, bevor der Zerstörer an der Landung in Südfrankreich (Operation Dragoon) teilnahm. Es folgten U-Jagd-Operationen im Mittelmeer. Dabei gelang es der Garland am 19. September 1944, gemeinsam den Zerstörern Troubridge und Terpsichore das deutsche U-Boot U 407 südlich von Milos zu versenken. Im Oktober 1944 unterstützte das Schiff die alliierte Landung in Griechenland. Vom Jahresende bis zum Kriegsende war die Garland dann in der Biskaya eingesetzt. Das Schiff wurde am 24. September 1946 außer Dienst gestellt und an die Royal Navy zurückgegeben.

### Unter niederländischer Flagge
Anfang 1947 wurde die Garland an die Koninklijke Marine verkauft, die den Zerstörer in Marnix umbenannte und nach einem Umbau als Artillerie-Schulschiff verwendete. Nachdem es als Fregatte umklassifiziert worden war, wurde das Schiff 1964 außer Dienst gestellt und vier Jahre später verschrottet.